# Attilio Perez

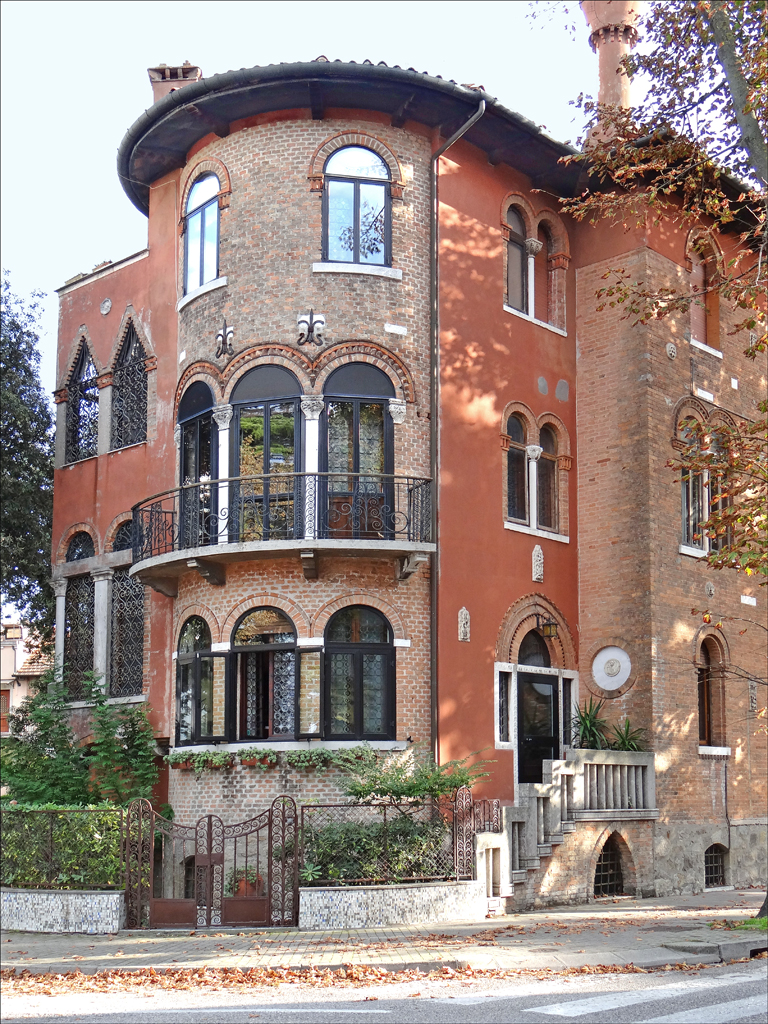
Villa Perez al Lido di Venezia

Attilio Perez (Venezia, 25 giugno 1880 – Venezia, 1961) è stato un architetto e imprenditore italiano noto per le sue ville Liberty al Lido di Venezia.

## Biografia

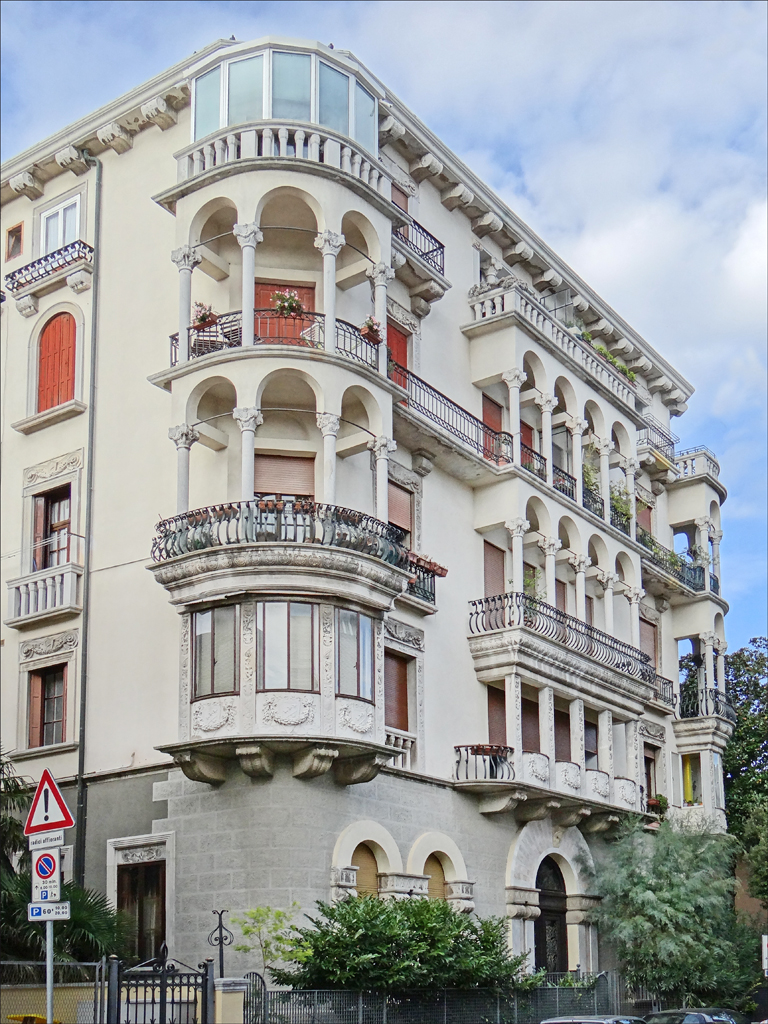
Casa Licia al Lido di Venezia

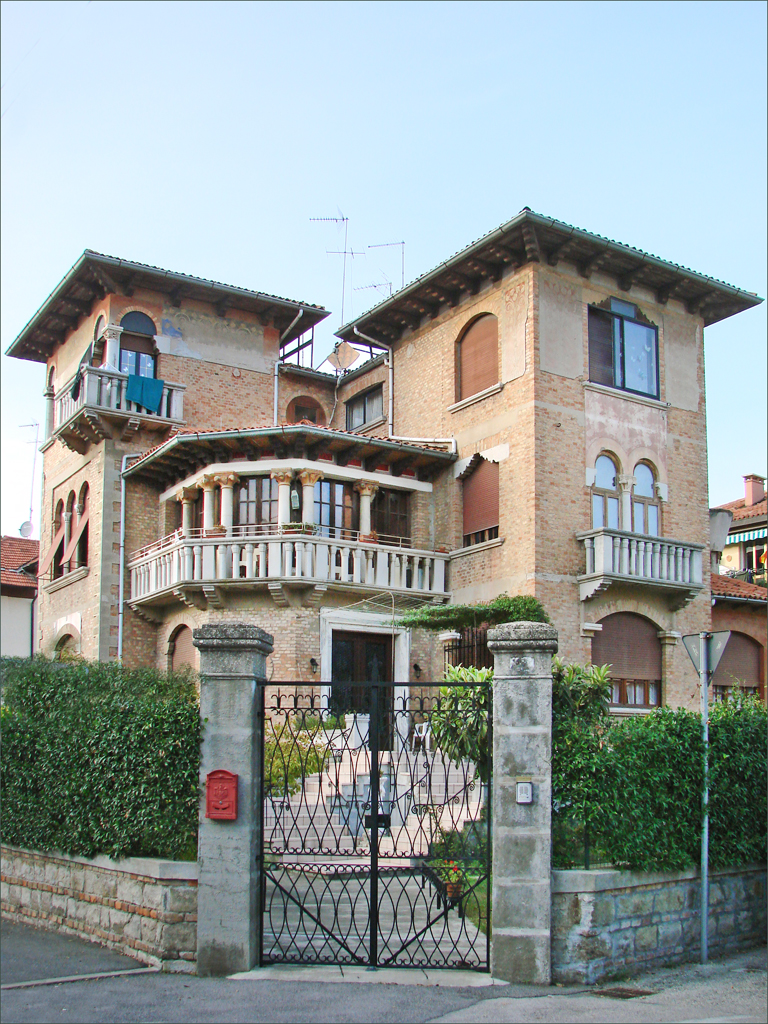
Villa Anita al Lido di Venezia

Perez fu uno tra i professionisti e imprenditori pionieri dell'urbanizzazione del Lido di Venezia. Nato nel 1880 a Venezia, vi abitò in Fondamenta San Felice 3018. Attivo al Lido dal 1910 agli anni cinquanta, iniziò la sua carriera nei cantieri dell'ingegnere Rubens Corrado e in seguito in proprio a nord del Gran Viale Santa Maria Elisabetta (SME). Acquistò del terreno ed entrò a far parte della società SALUTE, che mirava a promuovere lo sviluppo di questa zona un po' trascurata del comune di Venezia. Lì Perez costruì dieci residenze tra le vie Perasto, Paolo Erizzo e Negroponte. La prima, Villa Angelina (come la moglie), chiamata anche Casetta Perez sulla laguna, si distingue per la ricchezza delle decorazioni, dei materiali, dei cromatismi, che si rifanno in qualche modo a stili neogotici in linea con l'eclettismo ottenendo sempre un risultato caloroso e molto personale.
Perez completò Casa Licia tra il 1914 e il 1915, dove trasferì in un piano la sua famiglia, ora arricchita di tre figli: Licia, Lidia e Giulio. Si tratta di un'ampia e luminosa residenza dotata di un ascensore art déco e decorata con numerosi ornamenti: gigli, stelle, armi, lampade in ferro battuto; sulla sua facciata il grande portale circondato da marmi grigi e rosa è dominato dal motto "ars labor". Nel 1914 la ditta CIGA gli commissionò la realizzazione del grande salone ristorante e di una nuova cupola per il Grand Hotel Excelsior al Lido, alla cui costruzione aveva collaborato, come testimoniano due cartoline di Nicolò Spada conservate nell'archivio familiare.
Durante la prima guerra mondiale Perez fu arruolato, ritrovandosi a Santa Maria di Leuca a pilotare idrovolanti. Tenente pilota della Sezione L3 di Santa Maria di Leuca, nel 1917 era comandante del reparto; il 9 dicembre rimase ferito in un incidente con un idrovolante scivolato d'ala e precipitato in mare.
Il dopoguerra vide una forte ripresa dell'edilizia, con anche la sopraelevazione di numerosi edifici già costruiti al Lido. Perez completò Villa Demetra e iniziò un grande edificio in Via Negroponte 16, che sarebbe stata la sua ultima dimora. Come già accaduto in precedenza, Perez ebbe contrasti con l'amministrazione comunale, che gli contestava la mancanza di un titolo ufficiale, alla quale rispose facendo riferimento alla sua esperienza, ma c'è una nota in cui viene riportata una laurea in belle arti conseguita nel 1906 a Bruxelles. Venne criticato anche per l'abitudine di iniziare i lavori prima di richiederne il permesso, ma si trattava di una pratica comune, all'epoca, nell'edilizia sull'isola.
Distinto, riservato e di poche parole, pure l'architetto sapeva esprimersi correttamente e con una certa ironia. Amava viaggiare e fare il pilota, mentre non tollerava la vita d'ufficio. Nel 1936 fu esonerato dal ruolo di pilota militare della riserva. Alla fine degli anni trenta gravi lutti moderarono il suo dinamismo, quando il figlio, ingegnere, morì nel 1939 intorno ai trent'anni. La seconda guerra mondiale, a cui dovette partecipare, gli tolse anche il genero, lasciandogli il compito di crescere il nipote Giulio, in seguito divenuto anch'egli architetto: fece in tempo ad assistere il nonno nell'ultimo suo lavoro di restauro. Attilio Perez morì al Lido di Venezia nel 1961.

## Opere
(elenco parziale)
- Palazzo Perez (Lido di Venezia, 1911-12)
- Villa Perez (Lido di Venezia, 1911-1914)
- Villa Fanny (Lido, 1912)
- Villa Angelina, poi Villa Perez (Lido, 1913)
- Casa Licia (Lido, 1913–1915)
- Edificio residenziale e commerciale, via Negroponte 12-16 (Lido, 1915-1925)
- Villa Demetra o Tina (Lido, 1919)
- Villa Anita (Lido, 1923)
- Villa Viola (Lido, 1923)
- Pensione Palma (Lido, 1923)
- Edificio residenziale e commerciale via Cipro 34 (Lido, anni venti)